# Polystepha salvadorensis
Polystepha salvadorensis är en tvåvingeart som beskrevs av Edwin Möhn 1960. Polystepha salvadorensis ingår i släktet Polystepha och familjen gallmyggor.
Artens utbredningsområde är El Salvador. Inga underarter finns listade i Catalogue of Life.